# Sophie Christiane af Wolfstein
Sophie Christiane af Wolfstein (født 24. oktober 1667, død 23. august 1737) var en grevinde af Wolfstein og markgrevinde af Brandenburg-Bayreuth-Kulmbach gennem sit ægteskab.
Sophie Christiane var en datter af grev Albrecht Frederik af Wolfstein (1644-1693) fra hans ægteskab med Sophie Louise (1645-1717), datter af grev Georg Wolfgang af Castell-Remlingen. Sophie Christiane s morbror var gift med en tante af grev Nikolaus Ludwig von Zinzendorf, og Sophie Christiane blev derfor rejst strengt religiøst på en pietistisk måde.
Den 14. august 1687 giftede hun sig med markgreve Christian Heinrich, markgreve af Brandenburg-Bayreuth-Kulmbach (1661-1708), ved Obersulzbürg slot. Markgrevens hof på Bayreuth følte, at hans ægtefælle var "ikke passende" (det vil sige ikke af høj nok fødsel til gifte sig med en medlem af en herskende familie).
Efter fødslen af deres første barn, flyttede familien ind i slottet på Schönberg, hvor Sophie Christiane, der blev beskrevet som "beundringsværdig" tog sig af at opdrage sine børn. Hun komponerede en bønnebog, den såkaldte Schönberger Gesangbuch, der indeholder de bønner, der anvendes i den daglige "bønnemøde". I 1703 indgik Christian Heinrich og kong Frederik I af Preussen en traktat i Schönberg, hvorved Christian Heinrich afstod Brandenburg-Ansbach til Preussen i bytte for Weferlingen-distriktet nær Magdeburg. Familien flyttede der efter til Weferlingen Slot.
Efter sin mands død inviterede hendes svigersøn, kong Christian VI af Danmark, hende til Danmark, som blev et pietistisk tilflugtssted.
Sophie Christiane døde i 1737 og blev begravet i Roskilde Domkirke.

## Børn
Sophie Christiane fra hendes ægteskab havde 14 børn:
1. George Frederick Charles (1688-1735), markgreve af Brandenburg-Bayreuth
gift i 1709 (skilt i 1724) med prinsesse Dorothea af Slesvig-Holsten-Sønderborg-Beck (1685-1761)
2. Albert Wolfgang (1689-1734), dræbt i kamp
3. Dorothea Charlotte (1691-1712)
gift i 1711 med grev Karl Ludvig af Hohenlohe-Weikersheim (1674-1756)
4. Frederik Emanuel (1692-1693)
5. Christiane Henriette (1693-1695)
6. Frederick William (1695)
7. Christiane (1698)
8. Christian August (1699-1700)
9. Sophia Magdalene (1700-1770)
gift i 1721 med kong Christian VI af Danmark og Norge (1699-1746)
10. Christine Wilhelmine (1702-1704)
11. Frederick Ernest (1703-1762), guvernør i hertugdømmerne Slesvig og Holsten
gift i 1731 med hertuginde Christine Sophie af Braunschweig-Bevern (1717-1779)
12. Eleanor Marie (1704-1705)
13. Sophie Caroline (1707-1764)
gift i 1723 Prince George Albert af Ostfriesland (1690-1734)
14. Friedrich Christian (1708-1769), markgreve af Brandenburg-Bayreuth
gift i 1732 (skilt i 1764) Prinsesse Victoria Charlotte af Anhalt-Zeitz-Hoym (1715-1792)